# Asplenia melanodonta
Asplenia melanodonta är en fjärilsart som beskrevs av George Francis Hampson 1896. Asplenia melanodonta ingår i släktet Asplenia och familjen nattflyn. Inga underarter finns listade i Catalogue of Life.